# Le Thoureil

Le Thoureil este o comună în departamentul Maine-et-Loire, Franța. În 2009 avea o populație de 431 de locuitori.